# Asellus dybowskii
Asellus dybowskii är en kräftdjursart som beskrevs av Semenkevich 1924. Asellus dybowskii ingår i släktet Asellus och familjen sötvattensgråsuggor. Inga underarter finns listade i Catalogue of Life.